# تمورک نوارید
تمورک نوارید (به لاتین: Temorak Navarid) یک منطقهٔ مسکونی در افغانستان است که در ولایت بلخ واقع شده‌است.